# Urbanistica di Calangianus

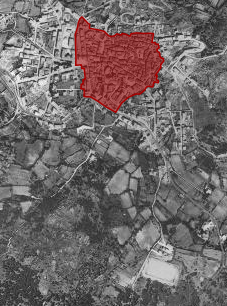
Calangianus nel 1968. Evidenziato il centro storico.

Il territorio di Calangianus è attraversato dalla tipica architettura gallurese che ne descrive l'urbanistica e l'architettura. Trattasi di un centro urbano di antica ed attestata formazione, confondibile in diversi tratti con la stessa architettura gallurese.

## Le origini
Calangianus è stato un territorio abitato fin dall'età del bronzo. L'altura nella quale sorge, infatti, sembra sia stata l'ideale per insediamenti preistorici e protostorici. Un elenco ufficiale del Ministero della Pubblica Istruzione registra a Calangianus 11 nuraghe (ricordiamo i più importanti Laicheddu, San Leonardo, Monti Casteddhu, Pulgatoriu, Piras, Agnu) e 2 tombe dei giganti (Pascaredda e Santu Paulu). a 200 metri dal nuraghe Agnu si trova la fonte di Li Paladini. Tutti gli edifici preistorici monumentali dell'agro di Calangianus furono citati in un elenco stilato dal Ministero della Pubblica Istruzione nel 1922.
Impossibile ipotizzare tracce puniche o fenicie, mentre sono stati rinvenuti una moltitudine di reperti romani, assieme alle tratte delle strade via Tibula e via Civita, in quella che è identificata come la cittadina di Calangiani/Calonianus. Con la fondazione dei centri vicini di Tibula (Castelsardo) e Civita (Olbia), ha inizio un processo di urbanizzazione della Gallura, dunque anche di Calangianus. Scarse sono le rimanenze urbanistiche di origine romana, rappresentate da strade e rovine nell'agro calangianese.

## Medioevo
Sono stati trovati i resti di antiche abitazioni intorno alla chiesa diroccata di Santa Margherita. Abbiamo qualche indizio della Calangianus medievale, nel Basso Medioevo, proveniente dagli archivi vaticani: risale al 1162 una bolla di papa Alessandro III che affida alle cure del clero di San Lorenzo di Genova la «Capella Sancti Jacobi del Calegnano». All'inizio del 1300 che compare per la prima volta (nei documenti arrivati fino a noi) il nome di Villa Calanjanus facente parte della curatoria di Gemini Josso del Giudicato di Gallura. Si può ritenere con buona probabilità che il nucleo abitato della Villa Calanjanus non contasse allora molti più di sessanta abitanti. Il primo nucleo urbano, raccoltosi attorno alla chiesa di Santa Giusta sull'omonimo colle (i quartieri di Lu Caponi e La Rampa), rappresenta il punto massimo di confluenza con il piccolo nucleo sorto attorno all'antica chiesa di Santa Margherita, assimilato all'urbano della Villa. Di questo periodo rimangono poche testimonianze archeologiche, in quanto la popolazione calangianese viveva in casupole, era dedita all'agricoltura e Villa Calanjanus non era ancora un punto ambito dalla signoria. Le abitazioni, costruite con l'ausilio del muro a secco, come attestano i resti della chiesa di Santa Margherita e del nucleo abitato attorno ad essa, nonché le stesse abitazioni rinvenute attorno al colle di Santa Justa. Durante il periodo di dominazione spagnola il centro inizia a formarsi. Nel 1400 Calangianus è, assieme a Tempio Pausania, il centro principale della Gallura per numero di abitanti. Il tracciato urbano primitivo doveva essere di formazione naturale, poiché la disposizione delle vie sembra decisamente influenzata da fattori orografici e climatici. Si esclude che il tracciato urbano primitivo abbia avuto origine dalla volontà di autorità politiche per scopi difensivi e militari. La completa assenza di un tracciato circolare od ortogonale rinforza la tesi di una sistemazione spontanea. La modesta crescita demografica non giovò alle caratteristiche dell'insediamento della Villa e sullo sviluppo urbano. Se si escludono una piccola parte di signorie, il Maggiore di Villa e l'insediamento dei frati cappuccini, il resto della popolazione di Calangianus viveva di un'economia agro-pastorale (ciò spiega in parte lo spopolamento medioevale, a favore dei numerosissimi stazzi situati nell'agro della Villa).

Il nucleo urbano continua per tutto il periodo aragonese e spagnolo ad estendersi secondo l'antico tracciato, precisando meglio le sue caratteristiche irregolarità. Esistono ancora poche testimonianze architettoniche, in quanto per secoli le abitazioni venivano riedificate sulle preesistenti. Il sistema viario non subì trasformazioni. 

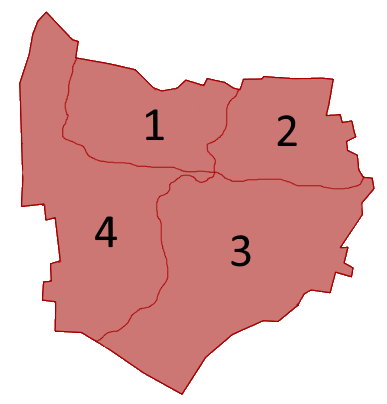
Pianta del centro storico di Calangianus.

## Centro storico
Privo di cinta muraria, il centro storico di Calangianus rappresenta uno dei massimi esempi di architettura gallurese, caratterizzata dalla costruzione di palazzotti granitici collegati tra loro da strette ed irregolari strade, anch'esse granitiche. La prima peculiarità del centro storico di Calangianus è l'eccessiva densità edilizia, che caratterizza il compatto centro storico calangianese. Proprio il granito, la roccia madre della Sardegna e della Gallura in particolare, rappresenta la principale peculiarità di queste costruzioni: palazzi, dimore, piazze, strade, fonti e antichi condotti d'acqua completamente granitici dominano l'abitato. I centri storici galluresi (massimi esempi a Calangianus, Tempio Pausania ed Aggius) sono rappresentabili come vere e proprie fortificazioni della cittadina stessa, grazie alla resistenza particolare della roccia granitica ed alla peculiarità del completo rivestimento del terreno con l'ausilio di lastroni, alla base di alti e resistenti palazzi di datazione rilevante. Il centro storico di Calangianus un'area di notevole interesse pubblico, vincolata ai sensi degli articoli 136, 137, 157 del decreto legislativo 42/2004 sui beni culturali.
Le prime rappresentazioni storiche del centro di Calangianus sono datate nel Quattrocento, tra le quali l'esempio maggiore oggi integro è il corso del paese (o Carrera Longa), intitolato a Niccolò Ferracciu e costituito di ampi lastroni in granito a formare una fitta e resistente "via madre", dalla quale si radicano strette ed irregolari strade anch'esse completamente granitiche, sulle quali sono adagiate costruzioni del tutto analoghe agli stazzi galluresi (presenti in numero importante al di fuori dell'abitato). Con l'edificazione, intorno al XVI secolo, della chiesa parrocchiale di Santa Giusta, iniziò un lungo processo di riedificazione dell'antico centro, al fine di costruire su due piani pressoché analoghi l'urbano del paese: il centro storico di Calangianus è diviso in due parti dalla "Carrera Longa", l'una caratterizzata dalla chiesa di Santa Giusta (gli attuali rioni di La Rampa e La Contra, sul colle Santa Justa), l'altra caratterizzata dall'ormai distrutta chiesa di San Nicola, un tempo patrono della cittadina, nella parte più antica dell'abitato (l'attuale rione di Lu Caponi, sul colle Santu Nicola). Risale al 1665 la chiesa di Sant'Anna, andata a sostituire l'antica chiesa di San Nicola, della quale rimangono solo alcune testimonianze. Nel 1751 nasce il palazzo La Littranga, eclatante esempio di architettura granitica gallurese. In età sabauda si sviluppano nuove diramazioni del centro abitato e ulteriori costruzioni storiche: collochiamo qui il palazzo "Palazzu Mannu" ed il Palazzo Corda, oltre ad altri esempi come la piazza del Bastione e le fontane monumentali un tempo periferiche al centro storico.
L'architettura del centro storico di Calangianus è pressoché tipica dei centri spontanei galluresi, seppur varia negli aspetti morfologici del territorio su cui situa. Le residenze sono generalmente di pianta rettangolare, granitiche con copertura con tetto a due falde. La muratura granitica è quasi sempre a secco o rinforzata con l'ausilio di malta, a causa dell'arretratezza della Sardegna e in particolare della Gallura nei confronti del resto d'Europa. Le facciate, nell'ambito del centro storico, portano diverse alterazioni all'architettura del centro e sono sempre arricchite da decorazioni o cornici, mentre la cadenza dei balconi risulta sempre regolare.  Il centro storico di Calangianus rappresenta uno dei massimi esempi di architettura gallurese, caratterizzato appunto da palazzotti granitici collegati tra loro da strette ed irregolari strade, anch'esse granitiche. Si riscontra una qualificata presenza di edifici e manufatti di pregevole fattura architettonica ed edilizia, costituiti da palazzetti gentilizi e signorili di tipo urbano e alcuni esempi di case a corte. Gli edifici si sviluppano attorno ad uno spazio chiuso su uno o due livelli, che affacciano su un cortile interno pavimentato. All'esterno sono preceduti da un portale d'ingresso a volte monumentale, che doveva consentire l'ingresso dei tipici carri a buoi sardi.

## Età moderna
Nel 1777 Calangianus ottiene l'autonomia dagli spagnoli e la popolazione, stabilizzata a duemila abitanti, cresce progressivamente. Infatti, è nel XIX secolo che vediamo la nascita della capitale del sughero. L'elevazione della Piazza del Popolo è solo un particolare dell'evoluzione che ha Calangianus in questo periodo. Risale all'Ottocento la nascita effettiva delle divisioni storiche di Calangianus: Lu Rizzatu, Luccareddha, La Rampa e la Carrera Longa.

Tuttavia, il passaggio della Gallura ai nuovi dominatori non produsse nel Settecento i miglioramenti necessari alla regione, assai povera. La Villa di Calangianus fu teatro di aspre contese tra famiglie. Inoltre, l'assenza di un potere centrale favoriva nella Villa l'anarchia e la lacerazione del tessuto sociale. Per questo motivo, il patrimonio edilizio di Calangianus risalente a queste età è modestissimo, con poche testimonianze di un ceto medio-alto, in quanto centro prevalentemente agro-pastorale. La tecnica impiegata nell'edilizia resta la medesima del secolo passato, periodo nel quale Calangianus subisce un'ulteriore spopolamento a causa di diverse carestiev.

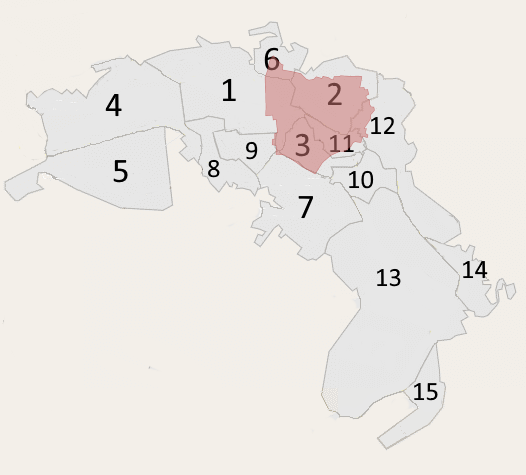
1. Lu Rizzatu 2. Lu Caponi 3. La Contra 4. Santa Margherita 5. Firuccia 6. Lu Fungoni 7. Lu Pinu 8. Stazioni Eccja 9. Lu Bastioni 10. La Piraccia 11. La Rampa (Santa Justa o Santa Cruci) 12. Monti Alcu 13. Lu Campu 14. Vaspareddu 15. Siddaiu In rosso, il centro storico.

## Il boom economico e l'espansione
Ancora sotto l'amministrazione del comune di Calangianus, iniziano nel 1958 i lavori per la diga di sbarramento sul fiume Liscia, che formò in seguito l'omonimo lago. Questo fu uno dei motori secondari al boom economico del settore riguardante il sughero, che portò Calangianus ad un benessere importante. Contemporaneamente, il progresso economico di Calangianus del XX secolo portò la necessità di espansione, seppur fosse impossibile seguire l'impianto urbanistico del centro storico. Lo sviluppo del centro abitato vede la nascita di due diramazioni principali, orientate nelle strade verso Luras e Telti e verso i monti che formano la conca sulla quale è poggiato il centro del paese: Casteddu, Casiddu, Lu Colbu e Gaspareddu. Gli effetti del progressivo stato di benessere portato dalla lavorazione del sughero si verificano però in un secondo tempo, a partire dagli anni '60, nel quale le aziende piccole e medie avranno impiantato le radici nel sistema economico della città. La cittadina assunse un volto moderno, condizionato da diverse problematiche. Infatti, la mancanza di linee guida ha consentito alterazioni morfologiche irreparabili, sistemate solo in parte con il seguente piano di recupero del centro storico.

## L'urbano odierno
In seguito al rapido sviluppo verificatosi nei decenni, Calangianus non si poté espandere seguendo l'urbanistica del centro e venne espanso lungo le strade per Luras e Telti. Dopo i primi decenni del Novecento, è una questione di anni la nascita degli attuali quartieri calangianesi.
Il problema principale legato all'urbano odierno è principalmente una densità edilizia eccessiva, unita alla perdita del tessuto preesistente. Dai dati ISTAT del 1995, il patrimonio edilizio di Calangianus conta 1742 abitazioni totali.

### Quartieri
Il centro storico di Calangianus è attraversato dal corso Nicolò Ferracciu, che collega i quattro quartieri storici del paese: Lu Rizzatu, Luccareddha (attuale ingresso a Lu Caponi), La Rampa e la Carrera Longa (attuale urbano del fulcro storico collegato al corso Niccolò Ferracciu).
- Lu Rizzatu, rione storico centrale di Calangianus, che si estende su Viale Roma per delimitare, sul corso Niccolò Ferracciu (la via principale del paese), con il centro storico.[10]
- Lu Caponi, fulcro del centro storico di Calangianus, dove il paese iniziò a svilupparsi (come attestano le numerose iscrizioni sugli altrettanto numerosi edifici granitici del rione), la cui via principale è via Mannu (ex via San Nicola). Caratterizzato da strette ed irregolari vie completamente granitiche, si estendono da Lu Caponi l'attuale rione minore Luccareddha (lungo via Santa Maria) ed il rione minore Lu Puzzateddu (lungo l'omonima via).[10][11]
- La Rampa (un tempo Santa Justa, dal colle dedicato alla santa patrona, su cui sorge) è il rione parte del centro storico dove situa il complesso parrocchiale.[10]
- La Contra, parte del centro storico situata lungo il retro della parrocchiale, a confinare con la SS 127.[10]
- Lu Pinu, rione popolare, è situato nella parte più bassa dell'urbano. Si estende sull'omonima via.[10][12]
- La Stazioni Ecchja e Lu Bastioni, due rioni associabili circoscritti tra la zona di Piazza della Repubblica (o Bastione) e della vecchia stazione.[10]
- La Piraccia, a sud-est del centro storico, dove situano il piazzale La Madonnina e Funtana Noa.[10]
- Monti Alcu, rione periferico prettamente popolare, la cui parte storica era anticamente chiamata "Santu Nicola", dal colle sul quale sorge.[10]
- Lu Campu, rione popolare di recente edificazione, dove situa lo stadio Signora Chiara.[10]
- La Vignaredda o Vaspareddu, situato nei pressi dell'omonimo monte, dove sorge il parco La Vignaredda e la villa Vignaredda di Padre Bonaventura.[10]
- Siddaiu, dal nome della località in cui sorge, è un rione periferico popolare dove situa un complesso di case popolari recentemente edificato.[10]
- Santa Margherita e Firuccia sono i rioni di edificazione più recente a Calangianus. Esclusivamente popolari, si estendono rispettivamente lungo le strade per Luras e Tempio.[13]